# Henry Halstead
Henry Halstead (El Paso, Texas, 16 de noviembre de 1897 - California, 19 de marzo de 1984) fue un músico estadounidense de jazz, violinista y director de big band. 
Tras diez años de aprendizaje de violín, que inició desde muy pequeño, Halstead comenzó su carrera musical tocando en locales y clubs, en 1919, y entró después en la banda de Gus Arnheim. En 1922 organizó su propia orquesta, que obtuvo un enorme éxito como orquesta de baile, especialmente en su época de residencia en San Francisco. Hacia 1926, la banda se había ampliado hasta más de doce miembros, convirtiéndose así en una de las primeras big bands de la historia del jazz, e incluía a músicos como el batería Phil Harris, o el trompetista Red Nichols. En este periodo, la orquesta de Halstead grabó más de cien temas, en discos de gran proyección popular, especialmente para el sello Victor Records, así como grabaciones de cine, en los estudios de RKO Radio.
En 1935, en el cénit de su fama, fue portada de la revista Billboard. Después, se fue retirando de la escena, hasta desparecer completamente en los años 1950.